# Half Tree Hollow
Half Tree Hollow est l'un des huit districts de Sainte-Hélène faisant partie du Territoire britannique d'outre-mer de Sainte-Hélène, Ascension et Tristan da Cunha. Situé au nord-ouest de l'île, son siège est la localité de Ladder Hill Fort mais il constitue dans les faits la « banlieue » de la capitale, Jamestown, et la zone la plus peuplée de l'île.

## Géographie

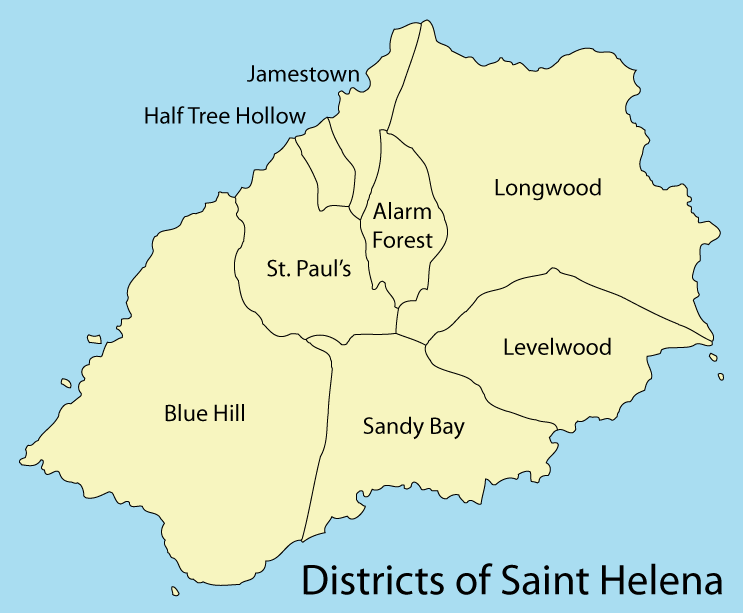
Carte des districts de Sainte-Hélène.

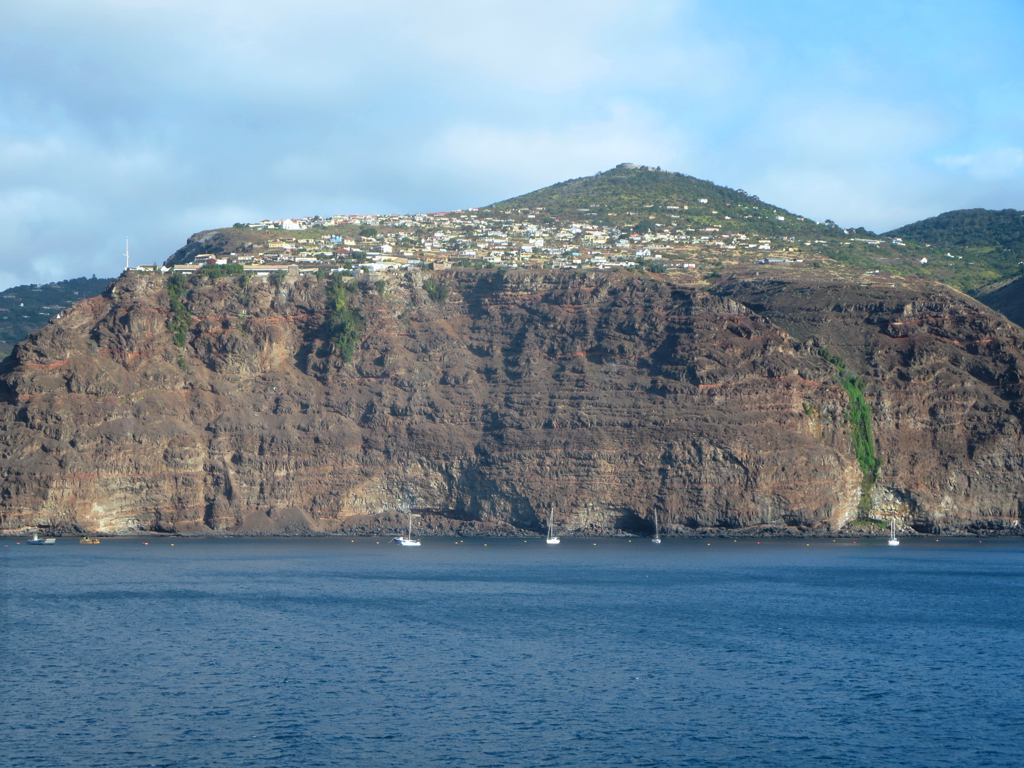
Half Tree Hollow vu depuis l'océan.

Le district est situé sur le plateau au sommet de la montagne, Ladder Hill, qui surplombe Jamestown dans la vallée James et sa principale localité est Ladder Hill Fort.

## Histoire
Le développement de Fort Hill se fait à partir des années 1960, lorsque la place dans la vallée James commença à manquer pour les constructions nouvelles. La localité est alors renommée Ladder Hill Fort du fait de la présence de la Jacob's Ladder.

## Démographie
Il y avait 984 habitants en 2016 car la population de la banlieue est devenue plus importante que celle de Jamestown.